# Campeonato Mundial de Ciclismo en Pista de 1898

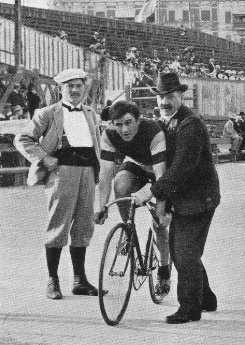
Edmond Jacqueline, medallista de bronce en el sprint entre profesionales.

El VI Campeonato Mundial de Ciclismo en Pista se celebró en Viena (Austria) entre el 8 y el 12 de septiembre de 1898 bajo la organización de la Asociación Ciclista Internacional y la Federación Austríaca de Ciclismo.
Las competiciones se realizaron en el velódromo del Prater de la capital austríaca. En total se disputaron 4 pruebas, 2 para ciclistas profesionales y 2 para ciclistas aficionados o amateur.

## Medallistas

### Profesional
| Evento      | Oro                          | Plata                   | Bronce                   |
| ----------- | ---------------------------- | ----------------------- | ------------------------ |
| Velocidad   | George Banker Estados Unidos | Franz Verheyen Alemania | Edmond Jacquelin Francia |
| Medio fondo | Richard Palmer Reino Unido   | —                       | —                        |

### Amateur
| Evento      | Oro                            | Plata                  | Bronce                             |
| ----------- | ------------------------------ | ---------------------- | ---------------------------------- |
| Velocidad   | Paul Albert Alemania           | Ludwig Opel Alemania   | Thomas Summersgill Reino Unido     |
| Medio fondo | Albert-John Cherry Reino Unido | Gustav Gräben Alemania | Anton Huneck Imperio austrohúngaro |

## Medallero
| Núm. | País                  | Oro | Plata | Bronce | Total |
| ---- | --------------------- | --- | ----- | ------ | ----- |
| 1    | Reino Unido           | 2   | 0     | 1      | 3     |
| 2    | Alemania              | 1   | 3     | 0      | 4     |
| 3    | Estados Unidos        | 1   | 0     | 0      | 1     |
| 4    | Francia               | 0   | 0     | 1      | 1     |
| 4    | Imperio austrohúngaro | 0   | 0     | 1      | 1     |
|      | TOTAL                 | 4   | 3     | 3      | 10    |